# David Nucifora
David Vincent Nucifora (Brisbane, 15 gennaio 1962) è un ex rugbista a 15, allenatore di rugby a 15 e dirigente sportivo australiano, tallonatore del Queensland tra il 1986 e il 1993, campione del mondo nel 1991 con gli Wallabies e, da allenatore, vincitore del Super 12 2004 con i Brumbies. Dal 2008 è incaricato del rugby di alto livello presso la Australian Rugby Union.

## Biografia
Nucifora, nativo di Brisbane, militò a livello di club nella squadra dell'Università del Queensland; nel 1986 fu chiamato a rappresentare il suo Stato.
Debuttò in Nazionale australiana nel corso di un incontro valido per la Coppa del Mondo di rugby 1991 contro l'Argentina; quello fu il suo unico match nella competizione, che l'Australia vinse battendo in finale l'Inghilterra 12-6.
Il suo secondo e ultimo incontro fu a Calgary contro il Canada nel 1993.
Dopo il ritiro intraprese l'attività tecnica: divenne allenatore della franchise di Super Rugby dei Brumbies di Canberra, che guidò al titolo nel 2004, successo peraltro conquistato quando già Nucifora era certo di dover lasciare il club in quanto la dirigenza gli aveva comunicato di non avere intenzione di rinnovargli il contratto.
Ad agosto del 2004 Nucifora fu chiamato come consulente tecnico dei Blues di Auckland, altra franchise di Super Rugby; nel 2006 ne assunse la guida tecnica, divenendo il primo allenatore australiano a condurre un club professionistico neozelandese.
Con i Blues rimase tre stagioni, ottenendo come miglior risultato la semifinale del Super 14 2007; al termine del torneo 2008 diede le dimissioni dall'incarico per tornare in patria.
In Australia Nucifora ricevette dalla Federazione l'incarico di responsabile del settore di alto livello, che nel 2009 sovrappose a quello, temporaneo, di tecnico della selezione australiana Under-20 impegnata nel campionato mondiale giovanile del 2009.

## Palmarès

### Giocatore
- Coppe del mondo: 1
Australia: 1991

### Allenatore
- Super Rugby: 1
Brumbies: 2004